# Конюшина розлога
Конюшина розлога (Trifolium diffusum) — вид рослин з родини бобові (Fabaceae), поширений у Європі й зх. Азії.

## Опис
Однорічна рослина 15–40 см. Головки великі, кулясті, при плодах яйцеподібні, до 3 см завдовжки; квітки пурпурові, 8–10 мм завдовжки; пелюстки спаяні в довгу трубку; листочки яйцевидно-еліптичні. Стебла 15–60 см, розгалужені довгими пагонами. Насіння загалом серцеподібне або подовжено ниркоподібне, трохи плоскувате, 1.3–1.7 × 1.2–1.5 мм; поверхня гладка, злегка блискуча, від оливково-жовта до рожево-коричневої. 2n=16.

## Поширення
Поширений у Європі й зх. Азії — Вірменія, Азербайджан, Грузія, Туреччина.
Населяє піщані ґрунти в лісах, лісових галявинах та луках.
В Україні вид зростає на солончакуватих луках, у кам'янистих місцях — у Донецькому Лісостепу, на півдні Степу і в Пд. Криму (Феодосійська міськрада, смт Судак, Карадазький заповідник); кормова рослина.

## Використання
На природних диких популяціях пасуться дикі й одомашнені види тварин. T. diffusum є потенційним донором генів для L. pratense.

## Загрози й охорона
Найбільшою в Європі загрозою є надмірний випас, але оскільки вид настільки поширений, це навряд чи загрожує виду в цілому.
Вид, імовірно, пасивно зберігається у багатьох заповідних зонах у всьому його ареалі, але оскільки в цих місцях не ведеться активне відстеження виду, він може зазнавати втрат популяції з часом від таких факторів, як кліматичні зміни.